# Yujiro Haraguchi
Yujiro Haraguchi (født 30. september 1992) er en japansk fodboldspiller.
Han har spillet for flere forskellige klubber i sin karriere, herunder Fujieda MYFC.